# Nadine Tasseel
Nadine Tasseel (3. října 1953, Sint-Niklaas – 30. července 2020, Antverpy) byla belgická fotografka.

## Životopis
Tasseel studovala malbu na Antverpské akademii a poté technickou fotografii. Dlouho pracovala pro kino. První výstavy měla na počátku 80. let v „Ruimte Morguen“ v Antverpách. Od roku 1992 pravidelně pořádala výstavy v Belgii i v zahraničí.
Tasseel zemřela v Antverpách 20. července 2020 ve věku 66 let.

## Samostatné expozice (výběr)
- 2005 – Interieurs – Antverpy
- 2005 – Retrospektivní výstava – Petrohrad, Rusko
- 2004 – Gemmen – Antverpy
- 1999 – Fragments of a photography behind closed doors (Fragmenty fotografie za zavřenými dveřmi) – Antwerpen
- 1994 – Beguinage Project – Kortrijk
- 1994 – Tableau Vivant / Nature Morte – Gent
- 1982 – Urban Colonial Development – Antverpy[3]